# Собор Святой Анастасии
Собор Святой Анастасии (хорв. Katedrala sv. Stošije)— католический храм в Задаре, кафедральный собор архиепархии Задара. Самый большой храм Далмации, один из семи хорватских соборов, носящих почётный титул «малая базилика». Собор Святой Анастасии и расположенный рядом с ним дворец епископа претендуют на включение в список Всемирного наследия ЮНЕСКО.
Собор расположен в центральной части города на месте раннехристианской базилики IV века. После того как в IX веке задарский епископ получил в дар от императора Никифора I часть мощей святой Анастасии Узорешительницы, церковь была освящена в её честь. Современное здание собора построено в XII—XIII веках в романском стиле. Ещё недостроенное здание собора было в значительной мере разрушено во время разграбления Задара крестоносцами в 1202 году. Весь XIII век шло восстановление и достройка церкви. Колокольня собора св. Анастасии более поздняя, возводилась в XV—XVIII вв.
Главная святыня собора — реликварий с мощами святой Анастасии Узорешительницы. Алтарь выполнен в стиле барокко, в боковых апсидах собора сохранились фрески XIII века. 9 июня 2003 года собор посещал папа Иоанн Павел II.